# Litoria robinsonae
Litoria robinsonae är en groddjursart som beskrevs av Oliver, Stuart-Fox och Richards 2008. Litoria robinsonae ingår i släktet Litoria och familjen lövgrodor. Inga underarter finns listade i Catalogue of Life.